# Grand Theft Auto: Vice City
 (скр. ) је акционо-авантуристичка рачунарска видео-игра коју је дизајнирао Рокстар норт, а објавио Рокстар гејмс. То је друга по реду 3Д игра у серији игара Grand Theft Auto (GTA). Игра је убрзо постала најпродаванија игра 2002. године. У САД је проглашена за најпродаванију видео-игру свих времена. Vice City се такође појављивао у јапанском магазину Фамицу. Након успеха у САД, игра је продата у Европи, Аустралији и Јапану у више милиона примерака. Ова игра је наставак игре Grand Theft Auto III и претходник је Grand Theft Auto: San Andreas.
Vice City је базирана на култури 1980-их. Прича започиње 1986. године. Локација у којој се одвија радња игре, Vice City (срп. Град порока), базиран је на Мајамију. Ток игре прати члана мафије и бившег затвореника Томија Версетија, који је у град послат да преузме дрогу за Сонија Форелија, а након неуспеха је приморан да нађе одговорне за овај напад, и бива умешан у разне нелегалне послове за разне банде, мафијаше, криминалце и утицајне људе у граду, а касније преузима контролу над њим, оснива своју банду и преузима град.
Игра има веома сличну графику -GTA III- али многе ствари су побољшане (сама графика, кола, чамци, изглед ликова, оружја, банде, AI, и др.). Наставак игре је Grand Theft Auto: Vice City Stories који је уједно и наставак дешавања у Vice City-ју али је прича смештена две године раније, у 1984. годину.

## Игра
Играч је постављен у улогу мафијаша и бившег затвореника Томија Версетија, који у Vice City долази да за Сонија Форелија обавља послове са дрогом, тачније кокаином, под покровитељством адвоката Кена Розенберга. Приликом првог сусрета са нарко-дилерима, упадају у заседу и не успевају да обаве посао, и остају без новца и дроге. Томи обећава Сонију да ће вратити новац који је изгубио, након чега почиње серија послова и мисија које Томи обавља да би зарадио новац.
Током свог првог посла, Томи се упознаје са бившим пуковником, под именом Хуан Гарсија Кортез, који му обећава да ће покушати да пронађе људе одговорне за заседу. Такође упознаје и његову ћерку, Мерцедес, која недуго затим постаје његова девојка. Док Томи ишчекује резултате Кортезове потраге, упознаје се са још кључних личности, као што су Британски продуцент Кент Пол, предузетника некретнинама Ејвери Керингтон и локални криминалац Ленс Венс.
Прича са пуковником се овде не завршава, јер Томи касније обавља још послова за њега и они постају пријатељи и савезници. Једном приликом, даје му посао да чува мафијаша Рикарда Дијаза, када му Томи спашава живот, након чега му Дијаз даје неколико послова. Упркос томе што није подносио Дијаза, обављао је те послове за њега.
Од пуковника, Томи сазнаје да је један од његових људи, Гонзалес, одговоран за заседу и убија га. Касније сазнаје да је заправо Дијаз одговоран за напад. Ленс одлучује да убије Дијаза, али бива ухваћен и заробљен на градском ђубришту. Томи успева да спаси Ленса, и њих двојица крећу у напад на Дијаза, успевају да га убију и преузимају његово имање. У исто време, Кортез бежи из града на својој јахти, чиме Томи и новооснована Версети мафија преузимају град. Како време пролази и како мафија постаје јача, Ленс постаје све више параноичан и често зове Томија пун хистерије.
Томи се током приче упознаје са вођом Кубанске банде Los Cabrones, под називом Умберто Робина, којем помаже против Хаићанске банде. У исто време, тетка Поулет, вођа Хаићанске банде, хипнотише Томија да помогне њеној банди против Кубанаца. Окршај између две банде завршава се уништавањем Хаићанске фабрике дроге и победом Кубанске банде.
Ван главног тока приче, Томи успева да купи велик број готово пропалих компанија у граду: такси компанију, штампарију (за коју се испоставља да је фронт за производњу лажног новца), ноћни клуб, стриптиз клуб, ауто-кућу, бродоградилиште, фабрику сладоледа (за коју се испоставља да је фронт за продају дроге) и студио за снимање филмова за одрасле. Кроз неколико мањих послова и мисија, успева да сваку од ових компанија учини профитабилном. Такође, Томи постаје лични чувар рок бенда под називом Love Fist, постаје почасни члан локалне бајкерске банде и успева да опљачка банку, и обавља мали низ мисија као плаћени убица.
Форели породица сазнаје о таласу дешавања везаних за Томија, и одлучују да дођу и узму свој новац. Сони шаље људе да узму новац од Томија и његових компанија, али не успевају након чега Сони долази лично. Томи покушава да му се одужи фалсификованим новцем, након чега Ленс открива Томију да је направио договор са Форели породицом, а Сонија информише о лажном новцу. Крај главног дела игре представља окршај између Томија, Ленса, Сонија и Сонијевих мафијаша. Томи прво јури Ленса на кров виле, где га убија, а затим се враћа у главни део куће где убија Сонија. Током пуцњаве, Сони открива да је он сместио убиства која су Томија довела до затвора.
Након што је уклонио све своје непријатеље, Томи, заједно са Кеном, постаје главни нарко вођа у граду.

## Ликови
Игру карактерише број ликова који се појављују и који играју мању или већу улогу у радњи игре. Поред ликова поменутих испод, појављује се и број ликова који се могу срести у једној или две мисије и који немају никакву улогу сем да омогуће радњу игре.
Број ликова се појављује и у другим деловима серијала. Фил Кесиди се појављује у GTA III као бивши војник без једне руке, док се у овом делу појављује мисија у којој је показано како је ту руку изгубио. Још један лик је Доналд Лав, познатији као милионер у GTA III, а који се у овом делу појављује као ученик Ејверија Керингтона. Кенди Сакс, порно глумица из овог дела, појављује се на различитим билбордима у Grand Theft Auto: San Andreas.

### Главни ликови
- Томи Версети
- Сони Форели
- Кен Розенберг
- Ленс Венс

### Споредни ликови
- Рикардо Дијаз
- Хуан Гарсија Кортез
- Кент Пол
- Умберто Робина
- Ејвери Керингтон
- тетка Поулет
- Мич "Велики" Бејкер
- Мерцедес Кортез
- Кенди Сакс
- Стив Скот
- Фил Кесиди

## Окружење
Радња игре је смештена у фикционалном граду по имену Vice City (енгл. Град порока), који је базиран на Мајамију. Изглед игре и окружење, као и музика, возила, оружја, окружење и начини понашања и говора инспирисани су културом 1980их, коју игра неретко пародира. Многе теме позајмљене су из филмова из тог периода, као што су Scarface и Miami Vice.